# Sulatna River
Der Sulatna River ist ein etwa 270 Kilometer langer linker Nebenfluss des Nowitna River im US-Bundesstaat Alaska. Der Flussname stammt von Prospektoren und wurde 1908 von Maddren vom U.S. Geological Survey (USGS) gemeldet.

## Verlauf
Der Sulatna River entsteht 50 km südsüdwestlich von Ruby am Zusammenfluss von North Fork (24 km lang, links) und South Fork Sulatna River (16 km lang, rechts). Er weist auf seinem gesamten Flusslauf ein stark mäandrierendes Verhalten mit unzähligen engen Flussschlingen auf. Der Flusslauf wird von teils verlandeten Altarmen gesäumt. Der Sulatna River fließt anfangs etwa 60 Kilometer nach Südosten. Bei Flusskilometer 252 trifft der Long Creek von Norden kommend auf den Sulatna River. Die frühere Siedlung Sulatna Crossing (⊙) befindet sich bei Flusskilometer 225 am linken Flussufer. Wenige Meter entfernt kreuzt der Weg von Ruby nach Poorman den Fluss. Auf den unteren 210 Kilometern fließt der Sulatna River überwiegend nach Nordosten.
Neben dem rechten Quellfluss gibt es noch den gleichnamigen rechten Nebenfluss South Fork Sulatna River. Dieser trifft bei Flusskilometer 160 von Süden kommend auf den Sulatna River. Der Sulatna River mündet schließlich in den Unterlauf des Nowitna River. Die unteren 60 Kilometer des Sulatna River, unterhalb der Einmündung des Flint Creek, liegen innerhalb des Naturschutzgebietes Nowitna National Wildlife Refuge.

## Einzugsgebiet
Der Sulatna River entwässert ein Areal von etwa 3610 km². Das Einzugsgebiet des Sulatna River grenzt im Südosten an das des Lost River, im Süden an das des Susulatna River, im Südwesten an das des Innoko River sowie im Nordwesten und im Norden an die Einzugsgebiete von Yuki River und Big Creek, beides Nebenflüsse des Yukon River.